# Msindo (Namtumbo)
Msindo ist ein Verwaltungsbezirk (Ward) des Distrikts Namtumbo in der tansanischen Region Ruvuma.

## Geografie
Msindo liegt im Südwesten von Tansania etwa 20 Kilometer Luftlinie nordöstlich der Regionshauptstadt Songea. Der Bezirk grenzt im Norden an Hanga, im Osten an Namabengo, im Süden an Matimira und im Westen an Tanga im Distrikt Songea (MC). Bei der Volkszählung 2022 lebten 7948 Menschen in 2068 Haushalten auf einer Fläche von 126 Quadratkilometern.

## Gliederung
Der Bezirk besteht aus fünf Gemeinden (Mtaa) mit 28 Orten (Kitongoji):
| Mtakanini - Lutumba - Msikitini - Mahinya - Misufini - Buguruni | Msindo - Kichangani - Barazani - Pichanne | Nambehe - Mtiputipu - Amani - Mahinya - Kagera - Sokoni | Lumecha - Lumecha Stand - Kidugaro - Ngondobwito - Ulamboni - Mnazi Mmoja | Nambecha - Msimbazi - Majengo A - Nambecha - Msikitini - Kanisani - Msindeni A - Majengo B - Msindeni B - Masimango - Rwipa |

## Infrastruktur
- Bildung: Die Msindo Secondary School und die Mtakanini Secondary School sind zwei staatliche weiterführende Schulen, die Jugendliche bis zur 4. Stufe ausbilden. Die Schule in der Gemeinde Mtakanini ist eine Tagesschule, die in Msindo eine Internatsschule.[7][8] Im Jahr 2018 wurde in Mahinya ein Schulungszentrums für nachhaltige Landwirtschaft eröffnet.[9]
- Gesundheit: In den Gemeinden Msindo und Mtakanini befindet sich je ein Gesundheitszentrum.[10][11] Je eine Apotheke liegt in Lumecha[12] und Nambecha.[13]
- Straße: Durch den Süden des Bezirks verläuft die asphaltierte Nationalstraße T6, die Songea im Westen mit Mtwara im Osten verbindet.[14]